# Friedrich von Hohenzollern-Sigmaringen

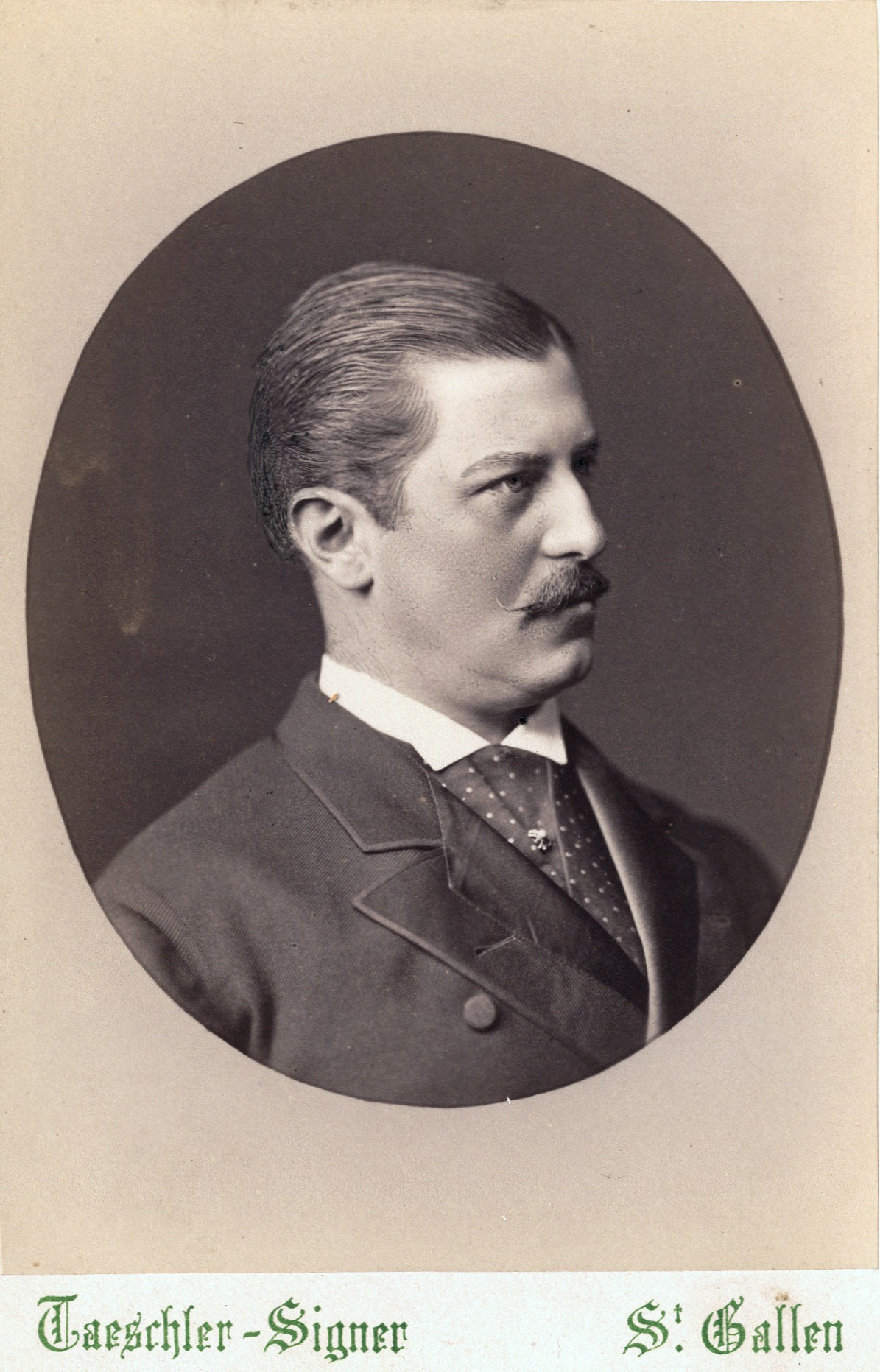
Prinz Friedrich

Friedrich Eugen Johann Prinz von Hohenzollern-Sigmaringen (* 25. Juni 1843 auf Schloss Inzigkofen; † 2. Dezember 1904 in München) war Mitglied des Hauses Hohenzollern-Sigmaringen und preußischer General der Kavallerie.

## Leben
Er war der vierte Sohn des Fürsten Karl Anton von Hohenzollern-Sigmaringen und der Prinzessin Josephine (1813–1900), Tochter des Großherzogs Karl von Baden. Ende September 1859 folgte der Wechsel nach Bonn, wo der Prinz seine Ausbildung abschloss. In den Jahren 1861 bis 1864 unternahm Friedrich längere Reisen nach Österreich, Italien, in die Schweiz sowie nach England. In den 1860er und 1870er Jahren schlossen sich weitere Reisen nach Italien, Ägypten und Griechenland an. 

Prinz Friedrich von Hohenzollern-Sigmaringen

Im Herbst 1862 begann Friedrich Eugen seine militärische Karriere in der Preußischen Armee und wurde dem in Düsseldorf stationierte Westfälischen Ulanen-Regiment Nr. 5 als Sekondeleutnant zugeteilt. Mit diesem Regiment nahm er 1866 am preußisch-österreichischen Krieg teil. Mit der Versetzung zum 1. Garde-Dragoner-Regiment und der Beförderung zum Rittmeister war im Frühjahr 1870 der Umzug Friedrichs nach Berlin verbunden. Bereits wenige Monate später wurde der Verband nach Westen verlegt und nahm 1870/71 am Krieg gegen Frankreich teil. Im weiteren Verlauf seiner Militärkarriere hatte Friedrich vom 17. Juni 1889 bis zum 21. September 1893 das Kommando über die 22. Division. Von 1893 bis 1896 war er Kommandierender General des III. Armee-Korps. 
Fürst Karl Anton dachte darüber nach, ob nicht nur sein ältester Sohn Leopold, sondern auch Friedrich für die spanische Thronkandidatur in Frage käme. Leopold zeigte anfangs kaum Interesse, da auch seine Frau, die Portugiesin Antonia (1845–1913), schon aus Patriotismus dies ablehnte. Königin Victoria und Kaiser Wilhelm I. waren eher skeptisch. Karl Antons Hoffnung auf Friedrich erwies sich als irrig. Karl meldete dem Kaiser Wilhelm I.: „Prinz Friedrich bestände mit aller Entschiedenheit auf Ablehnung gegen Annahme der Spanischen Krone“.

## Familie
Am 21. Juni 1879 heiratete er in Regensburg Prinzessin Louise von Thurn und Taxis (1859–1948), Tochter von Erbprinz Maximilian Anton (1831–1867) und der Herzogin Helene in Bayern (1834–1890), einer Schwester der Kaiserin Elisabeth von Österreich. Das Paar hatte keine Kinder. In der Familie galt Friedrich als ruhig, fast phlegmatisch, doch auch klug, herzlich und witzig. 
Er wurde am 6. Dezember 1904 in der Erlöserkirche in Sigmaringen beigesetzt.